# Jang Hye-ock
Dans ce nom coréen, le nom de famille, Jang, précède le nom personnel.
Jang Hye-ock est une joueuse de badminton sud-coréenne née le 9 février 1977.
Avec Gil Young-ah, elle est sacrée championne du monde en double dames en 1995 et remporte une médaille d'argent olympique en double dames en 1996 à Atlanta.